# Афанасьєв Леонід Митрофанович
Афанасьєв Леонід Митрофанович (17 (29) квітня 1889, Миколаїв — 30 жовтня 1971, Воронеж) — російський і радянський художник, мистецтвознавець. Заслужений працівник культури УРСР (1968).

## Життєпис
Народився 17 квітня 1889 р., в місті Миколаїв Херсонської губернії. Помер 30.10.1971 р. в м. Воронеж (РФССР).
В 1907 успішно закінчив севастопольську гімназію в м. Севастополь. В 1916 закінчив навчання в Петербурзькому політехнічному інституті. Під час навчання працював інженером-електриком на верфях в м. Миколаїв, і в сфері комунального господарства у м. Севастополь, починаючи з 1916 р. Навчався живопису в приватних студіях, в тому числі в студії Ю. П. Шпажинського. Починає брати участь у виставках у м. Севастополь з 1910 року.
Науковий співробітник Севастопольської картинної галереї (1936—1938 рр.). 
Заступник директора з наукової роботи Воронезького обласного музею образотворчих мистецтв (з 1939 р.). 
Брав участь в евакуації музейних цінностей в місто Омськ (1941 р.). Після Великої Вітчизняної війни відновлював експозицію Воронезького обласного музею образотворчих мистецтв, читав лекції з історії мистецтва в Воронезькому державному університеті, Воронезькому державному педагогічному інституті, в районах Воронезької області. Персональні виставки живописних творів Афанасьєва відбулися в Воронежі (1959, 1964, 1969 рр.).
У журналі «Підйом» опублікував ряд статей про Михайла Івановича Ліхачова, Василя Федотовича Бурімова та інших, в газеті «Комуна», «Молодий Комунар» виступав з оглядами художніх виставок музею.
У Державному архіві Воронезької області є особистий фонд Афанасьєва (Р-3044).